# Grebenac
Grebenac (cyr. Гребенац) – wieś w Serbii, w Wojwodinie, w okręgu południowobanackim, w gminie Bela Crkva. W 2011 roku liczyła 818 mieszkańców.